# Datte
Ne doit pas être confondu avec le jujube, fruit du jujubier commun (Ziziphus jujuba), aussi appelé datte ou datte chinoise.
 (octobre 2016).
Améliorez-le ou discutez des points à vérifier. 
| - Dattes et « noyaux ». - Dattes deglet nour. La cinquième datte a été fendue, et son « noyau » extrait. |

La datte est le fruit du dattier (Phoenix dactylifera), un palmier qu'on ne connaît pas à l'état sauvage (spontané, non domestiqué). C'est un fruit oblong, long de 4 à 6 cm et contenant un « noyau » allongé, marqué d'un sillon longitudinal. Ce fruit est comestible, et très énergétique.

## Botanique

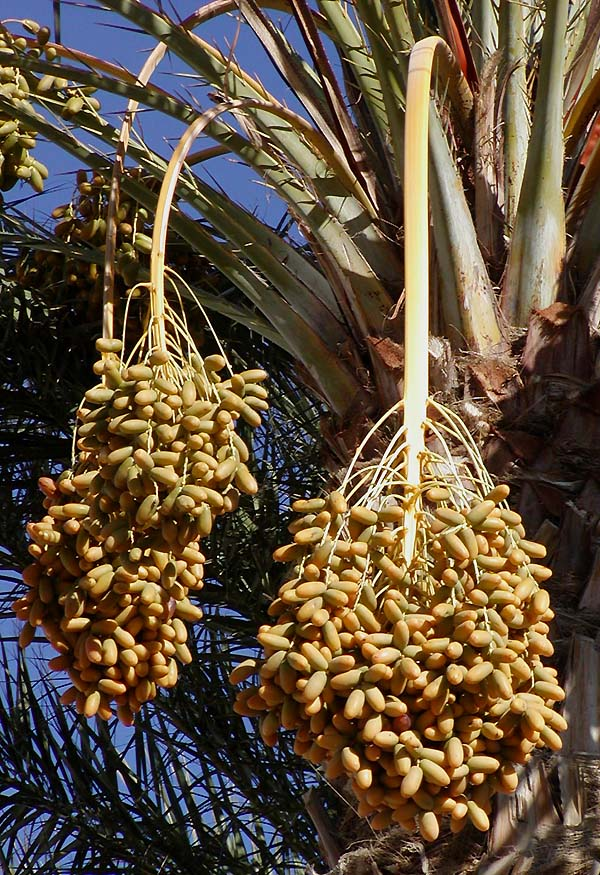
Régime de dattes.

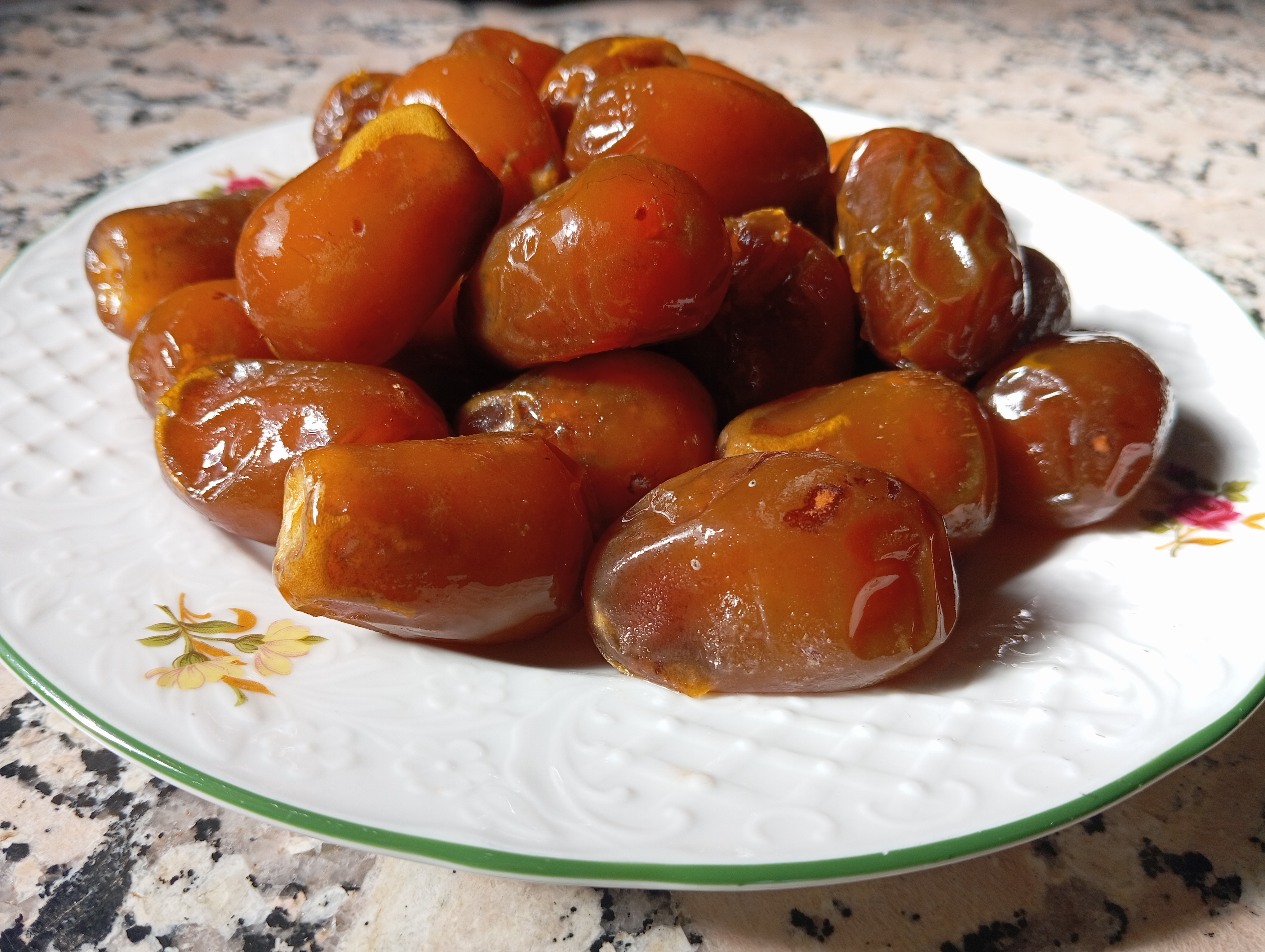
Dattes.

Au plan botanique, la datte est une baie. Ce que l'on appelle familièrement le « noyau » de la datte, enveloppé dans l'endocarpe membraneux, est en réalité la graine, très dure et à albumen corné. Le fruit n'est donc pas une drupe.
La récolte de ce produit agricole se déroule au niveau de la strate arborée et se présente en régime (issu de l'inflorescence femelle) pouvant regrouper une centaine de rameaux et plusieurs centaines de dattes.

### Pollinisation
Les palmiers mâles et femelles fleurissent entre février et avril. Sans intervention humaine, la pollinisation est essentiellement assurée par le vent, et un peu par les insectes et les oiseaux. Un palmier mâle suffit à fertiliser 50 à 100 palmiers femelles. Il est traditionnel d'améliorer le rendement de la pollinisation en plaçant parmi les inflorescences d'un palmier femelle une à trois branches portant des inflorescences mâles. Aujourd'hui on disperse plutôt le pollen à la main ou par un procédé mécanique. La température optimale pour que le pollen germe est d'environ 35 °C.

### Mûrissement

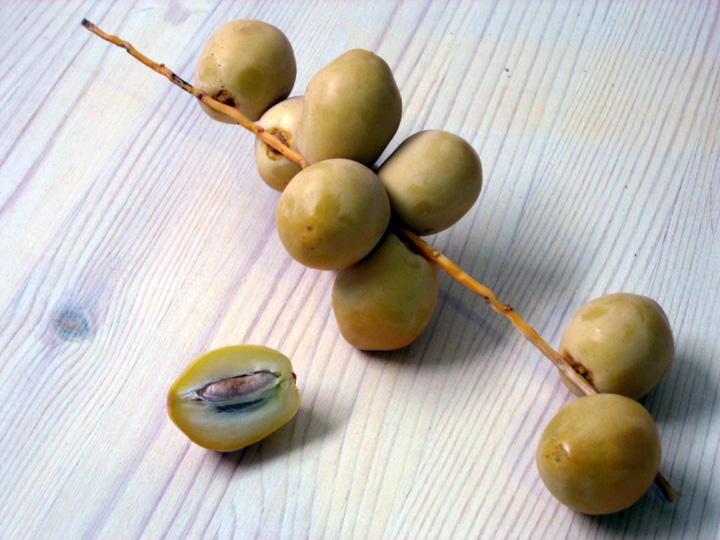
Dattes au stade khalal (partiellement mûres).

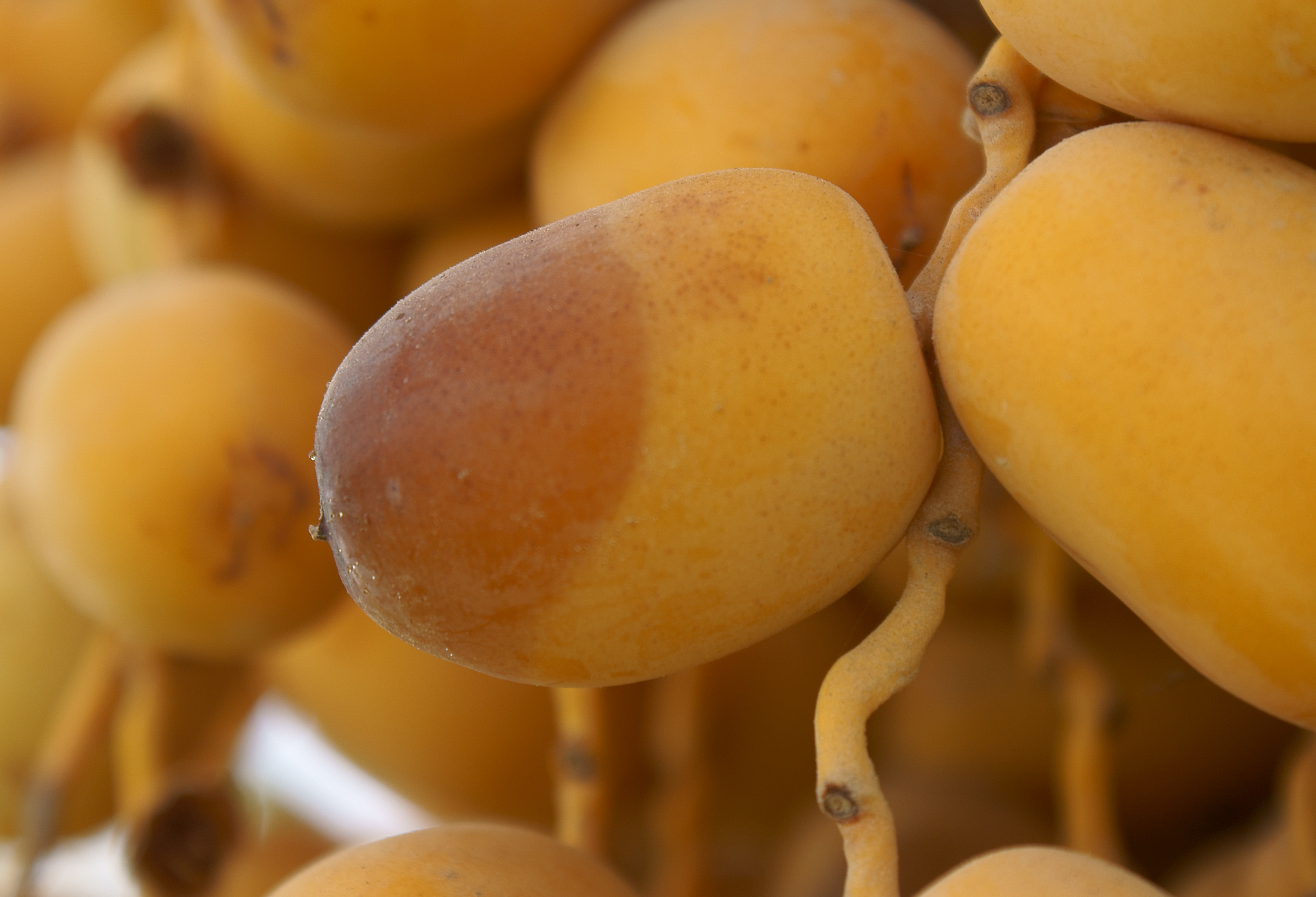
Mûrissement d'une datte.

Le fruit fertilisé mais encore rudimentaire est appelé hababauk. Son mûrissement, qui s'étale sur environ 200 jours (28 semaines), est classiquement divisé en quatre stades, :
- kimri (jusqu'aux semaines 17 à 19) : la taille et le poids du fruit augmentent rapidement (surtout pendant les 4-5 premières semaines, au bout desquelles le fruit atteint 90 % de sa taille finale), ainsi que sa teneur en sucres réducteurs, en acides et en humidité. À la fin de ce stade le fruit, initialement vert, est devenu jaune ou rouge selon les cultivars. La maturité botanique est acquise mais la datte est amère et astringente, impropre à la consommation  ;
- khalaal (semaines 19 à 25) : le gain de poids est lent, mais la teneur en saccharose augmente, tandis que la teneur en humidité diminue. Les tanins commencent à précipiter, entraînant une réduction de l'astringence, rendant certaines variétés agréables au goût et déjà commercialisables ;
- rutab (semaines 26 à 28, environ) : perte supplémentaire d'humidité (qui se réduit à environ 35 %) et, chez certains cultivars, transformation du saccharose en sucre inverti, brunissement et ramollissement de la peau. C'est la période pendant laquelle les dattes fraîches sont commercialisées ;
- tamr : dattes laissées sur le palmier pour subir un mûrissement supplémentaire : taux d'humidité réduit à 24-25 %, couleur brun à noirâtre. Généralement les dattes se conservent naturellement quand elles ont atteint ce stade.

Dans les palmeraies, les dattes ne mûrissent pas toutes en même temps sur le régime. Pour des raisons technologiques
et économiques, on coupe alors les régimes non mûrs et on conduit le mûrissement artificiellement. Cette technique a l'avantage de réduire la durée du mûrissement et de prévenir les dégâts causés par la pluie ou la chute des fruits déjà mûrs. Le chauffage accélère le processus de mûrissement à condition que celui-ci ait été conduit naturellement jusqu'à un certain stade, quelques jours avant la véraison (apparition de la première tache foncée et molle, qu'on observe en général au sommet de la datte et qui annonce le passage du stade khalaal au stade rutab).

### Cultivars

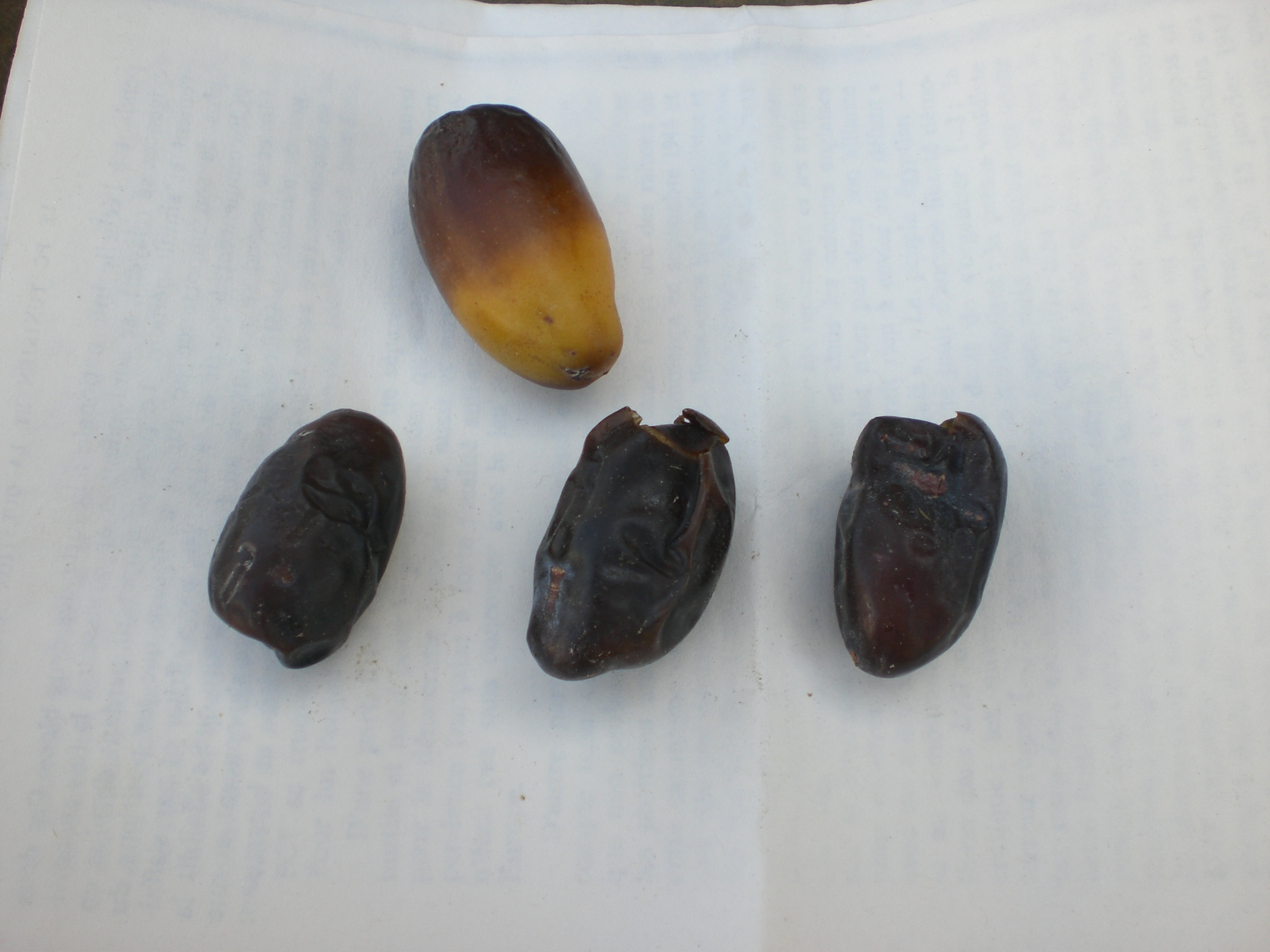
Ammari
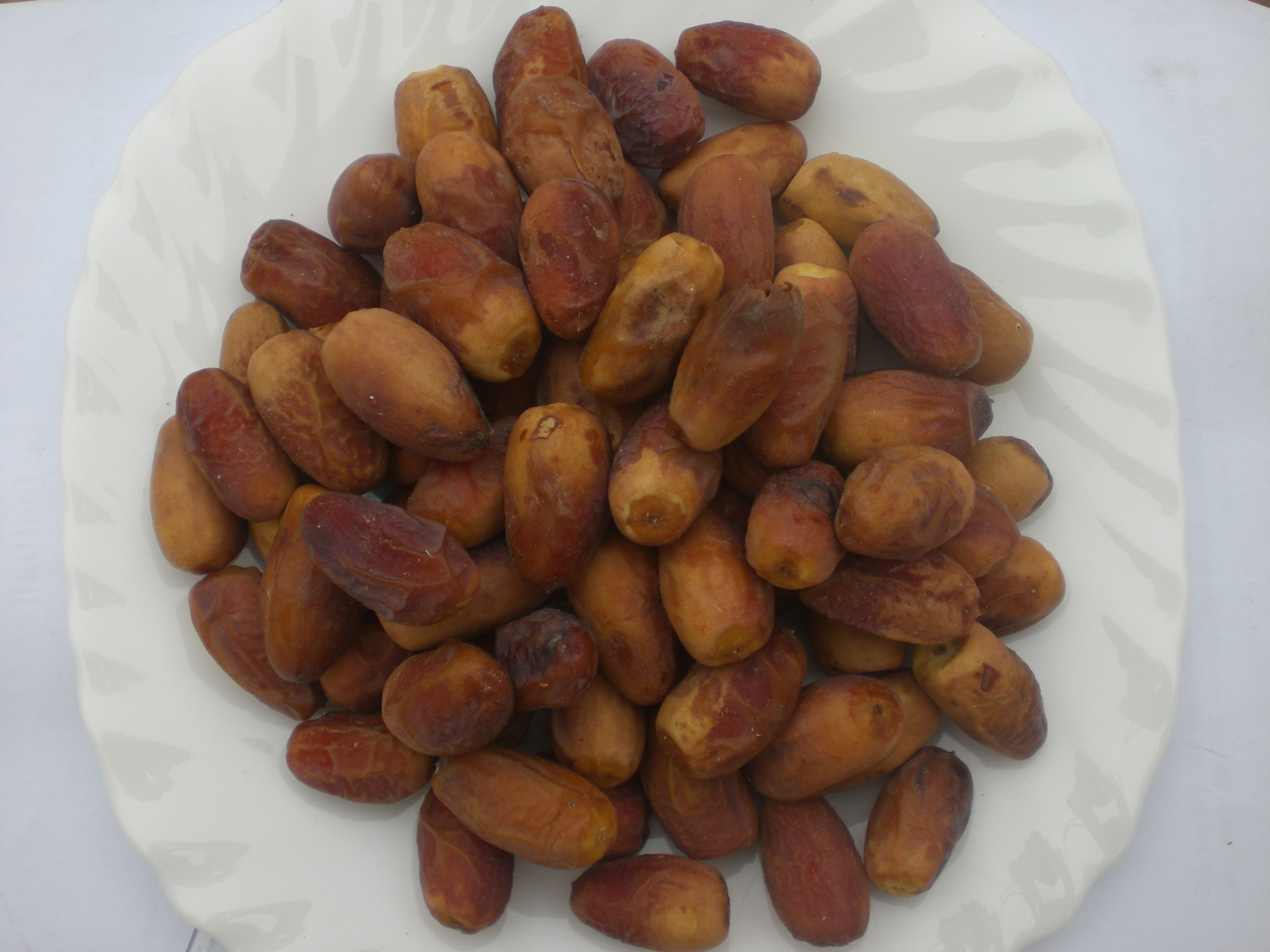
Angou
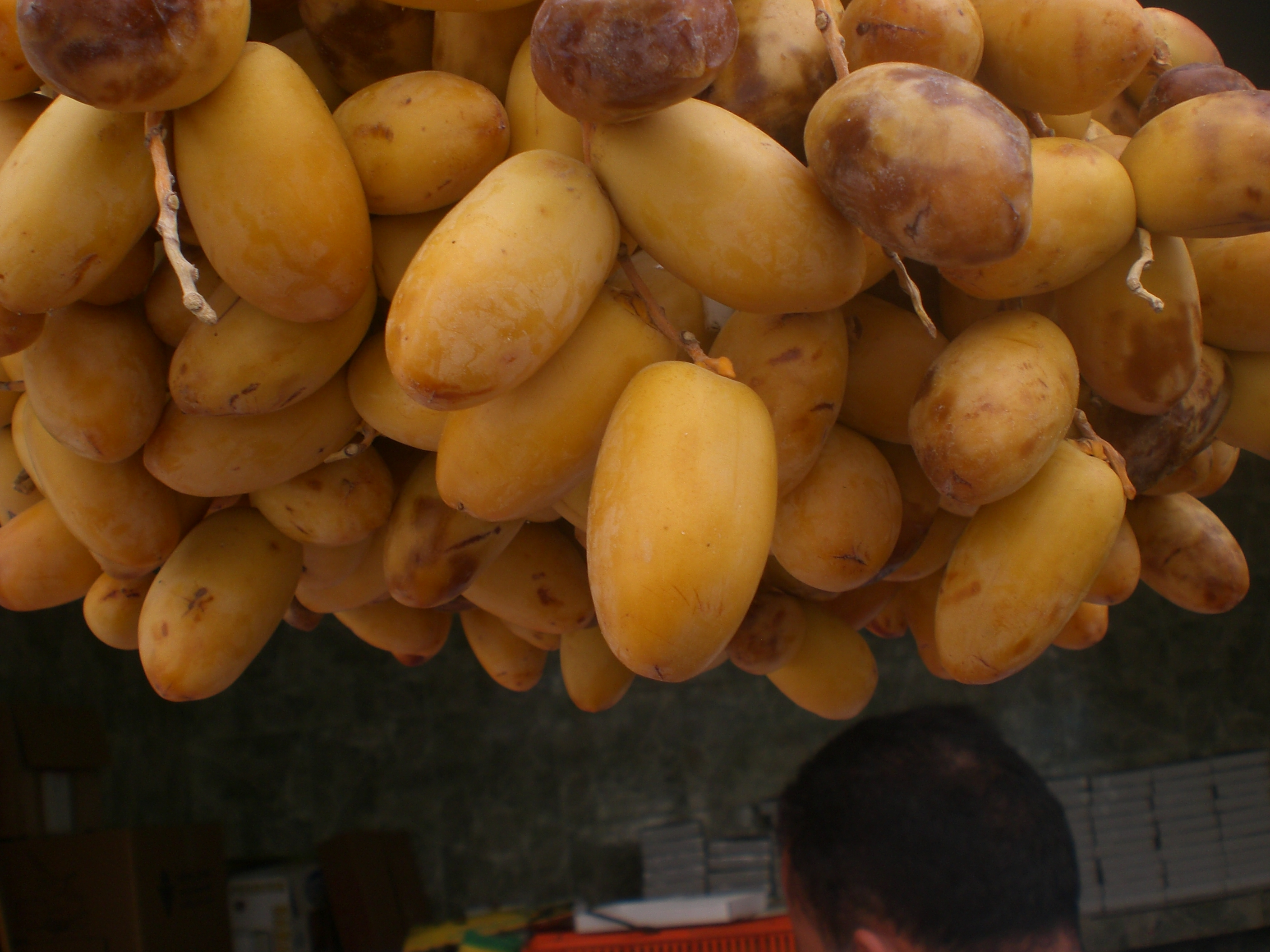
Arichti
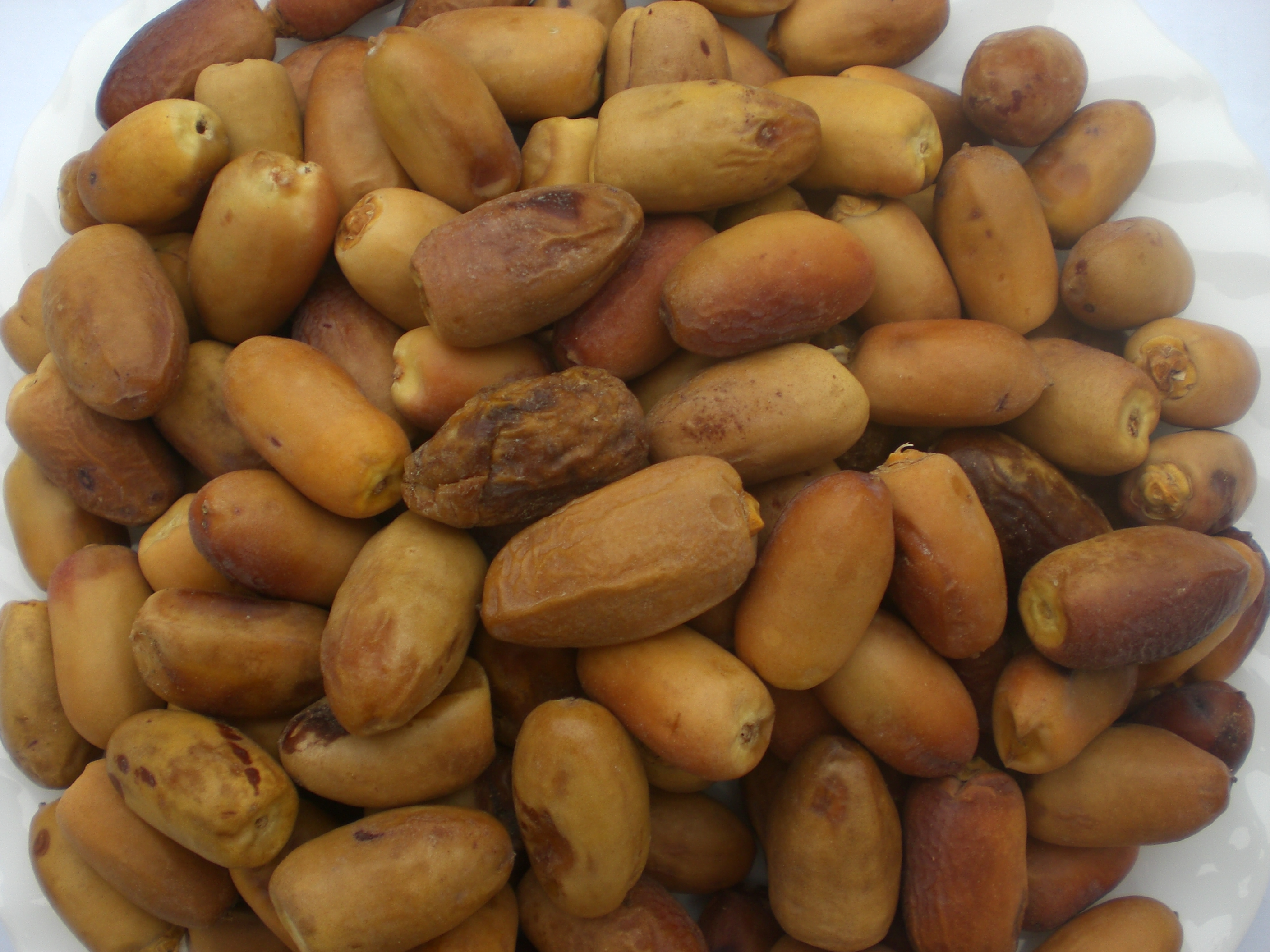
Bejjou
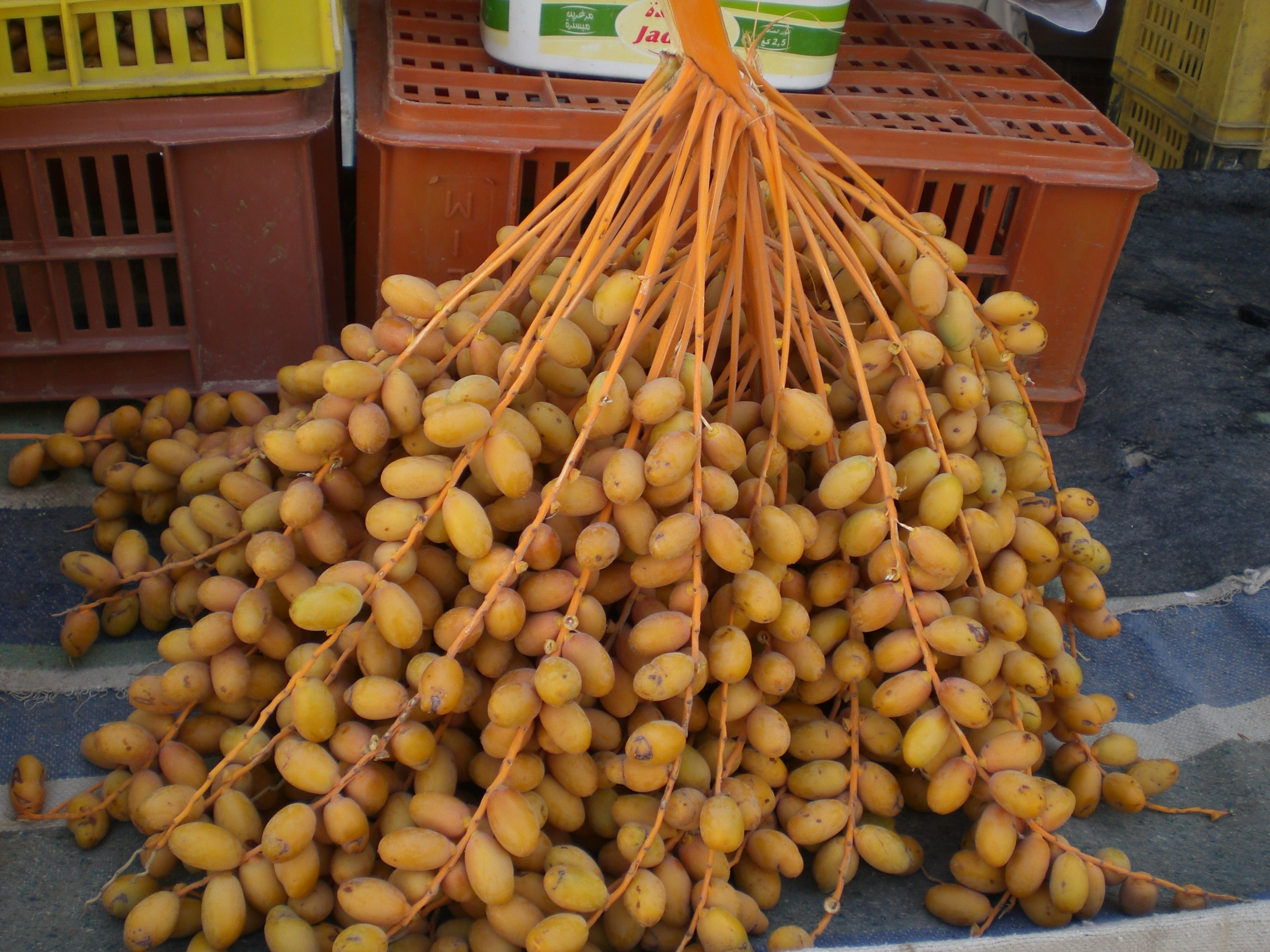
Bisr Helou
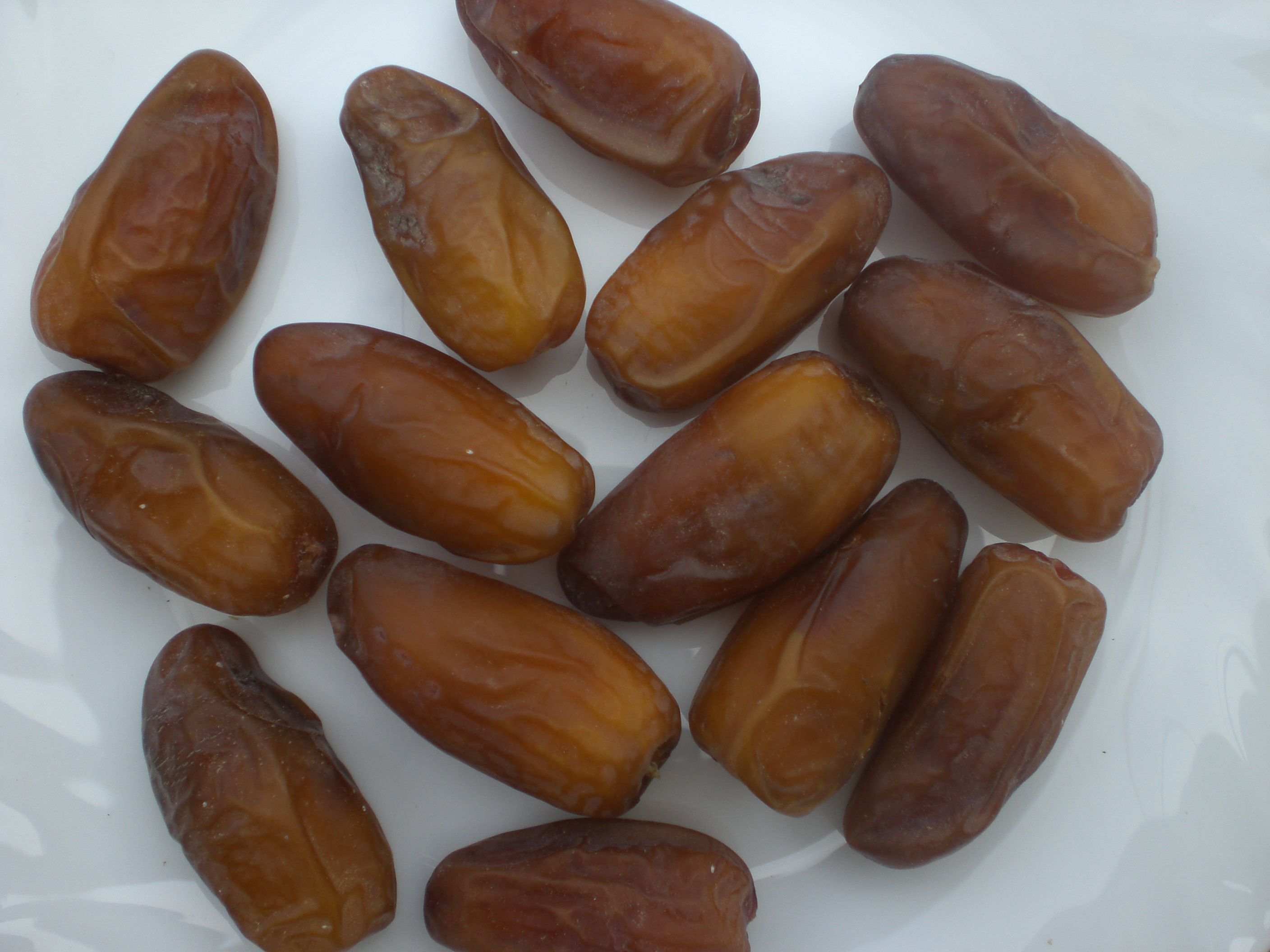
Deglet nour
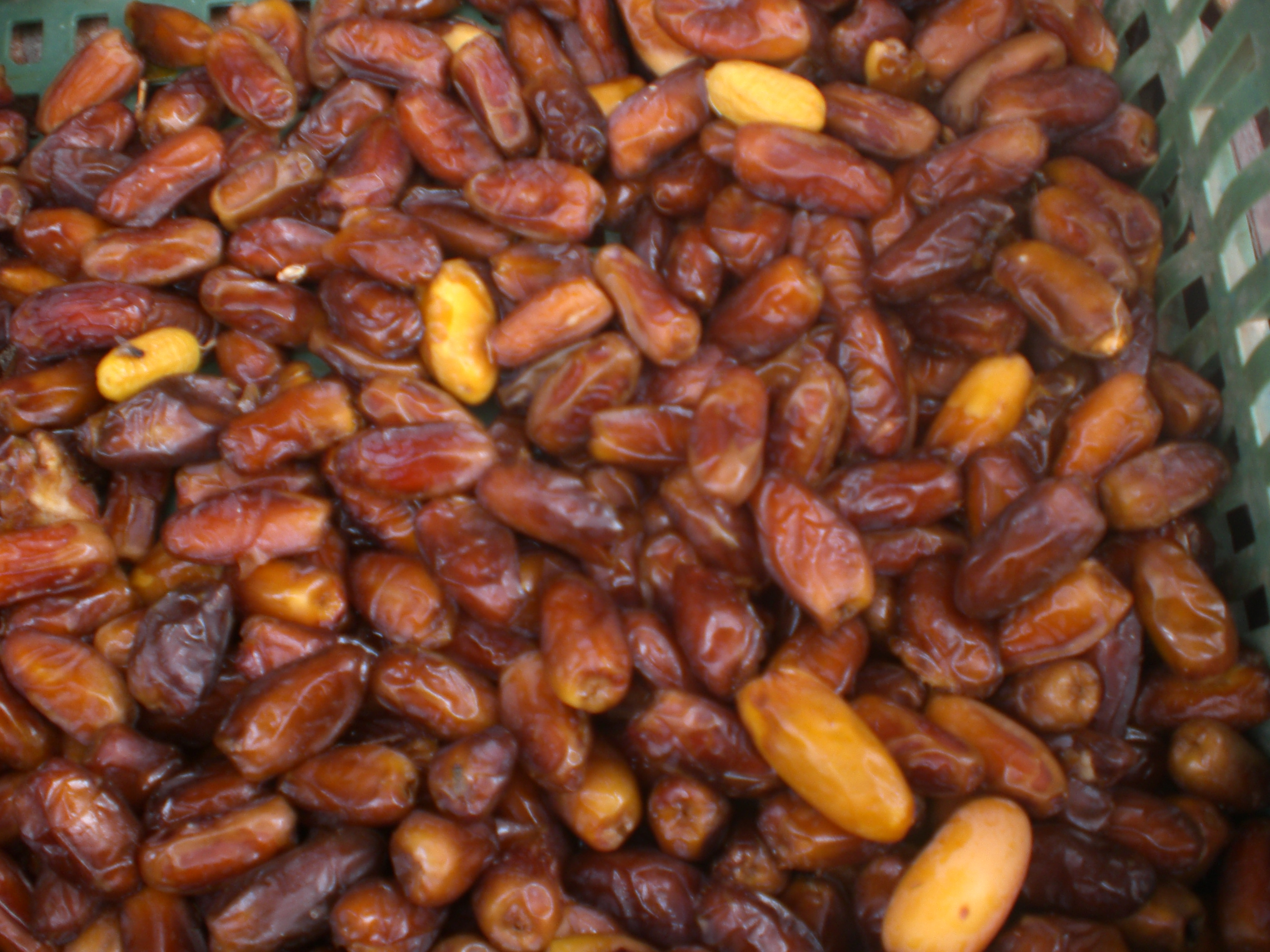
Gounda
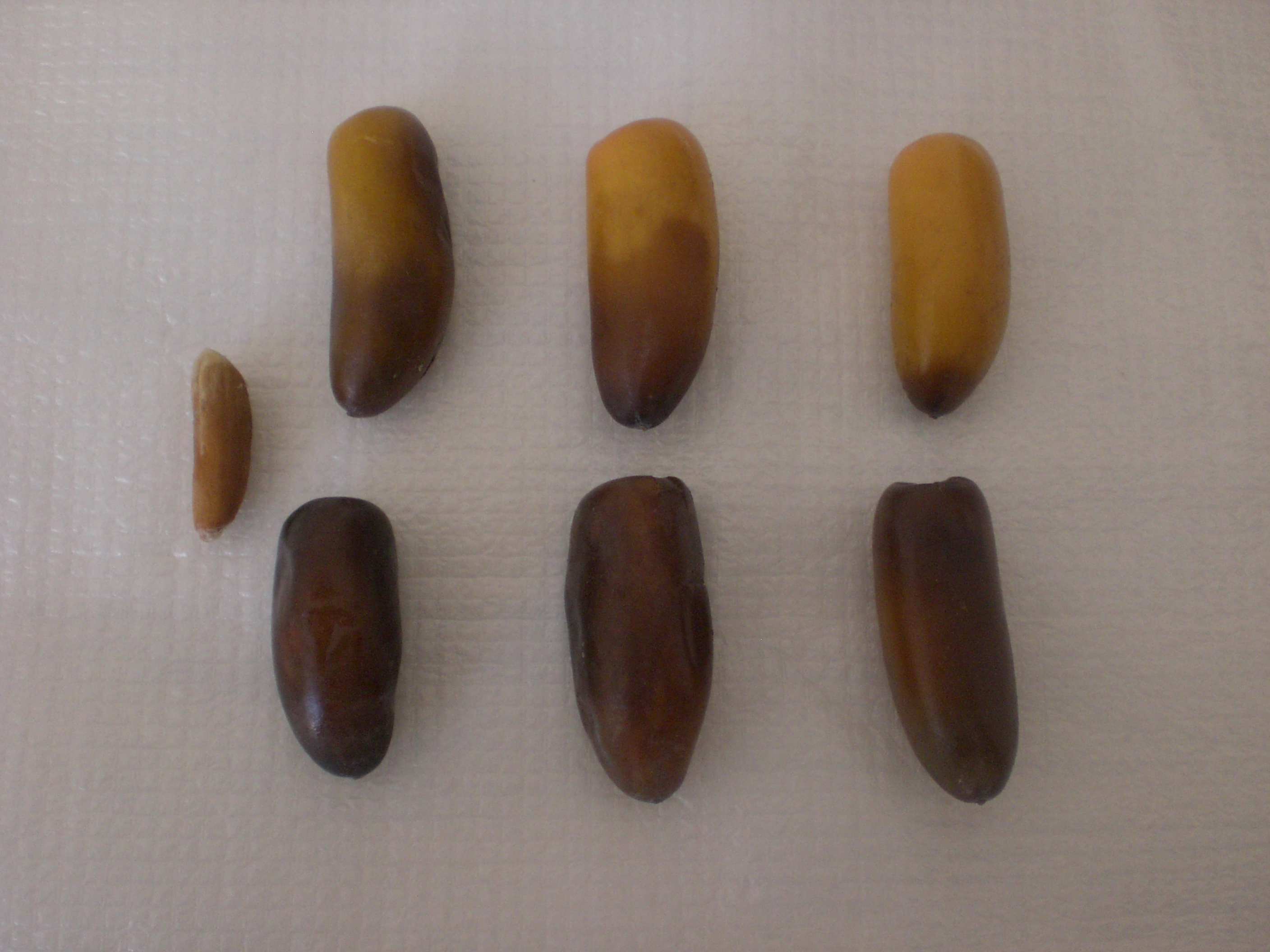
Gousbi
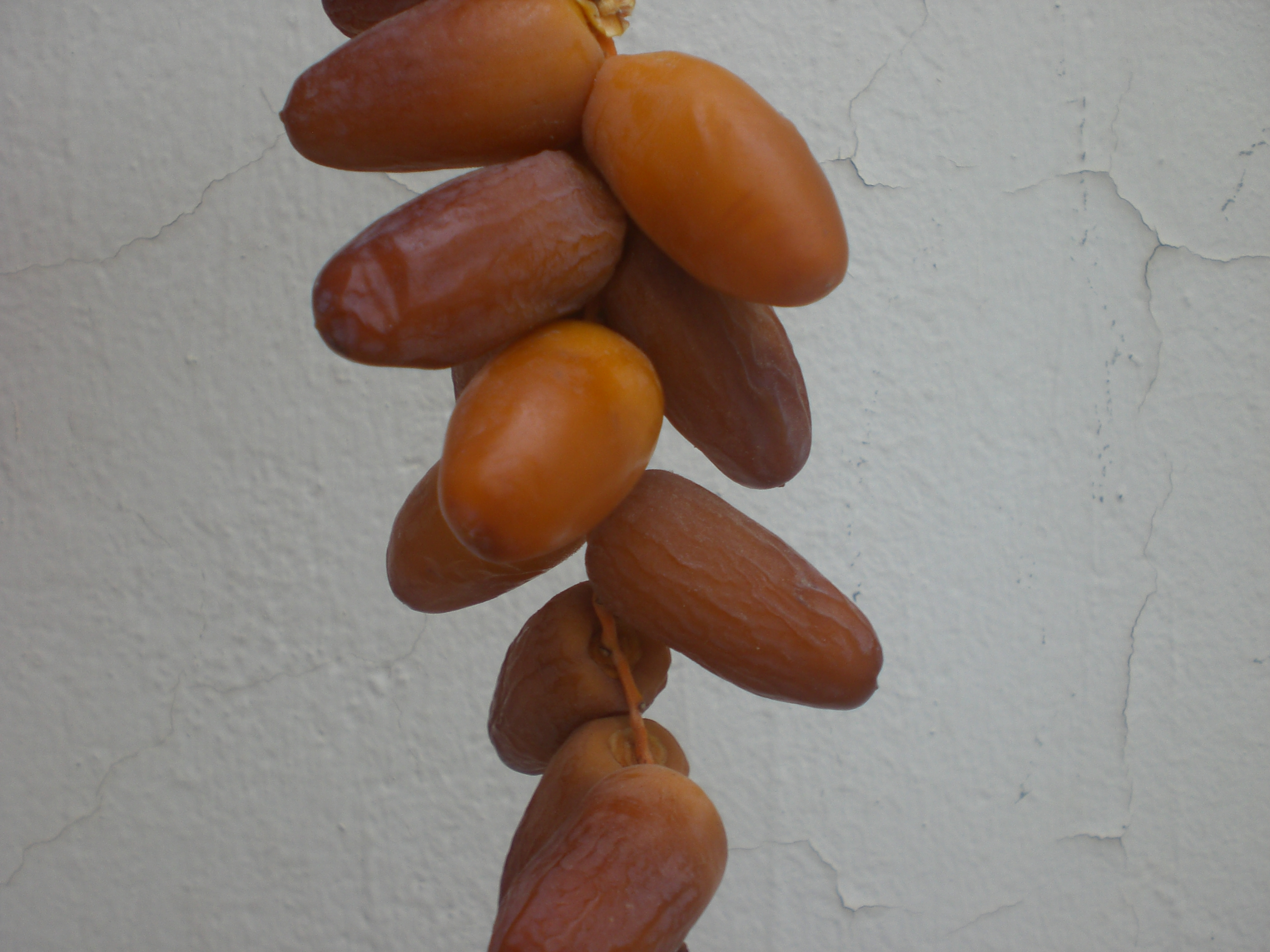
Branche de dattes Hamraya
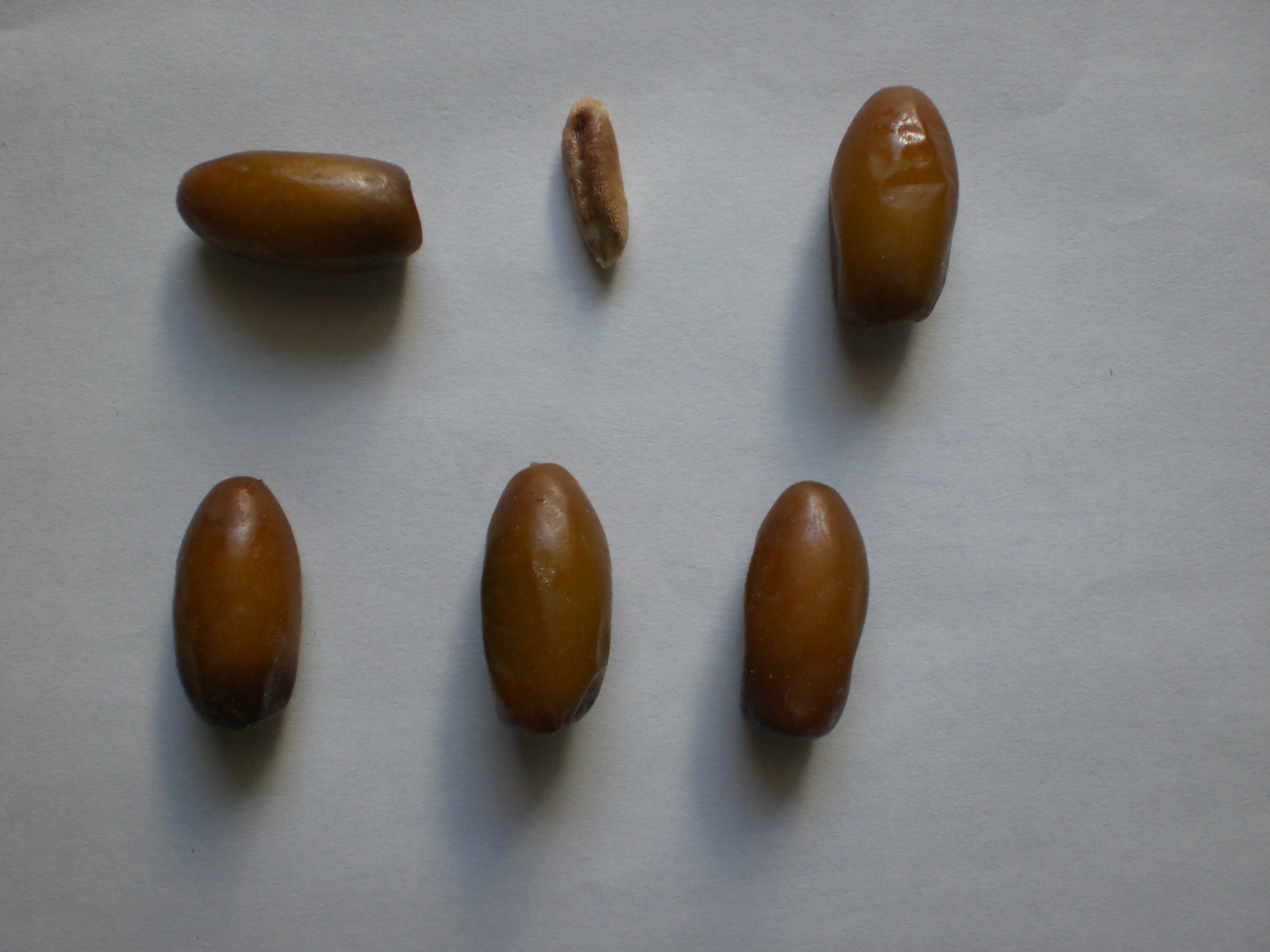
Hissa
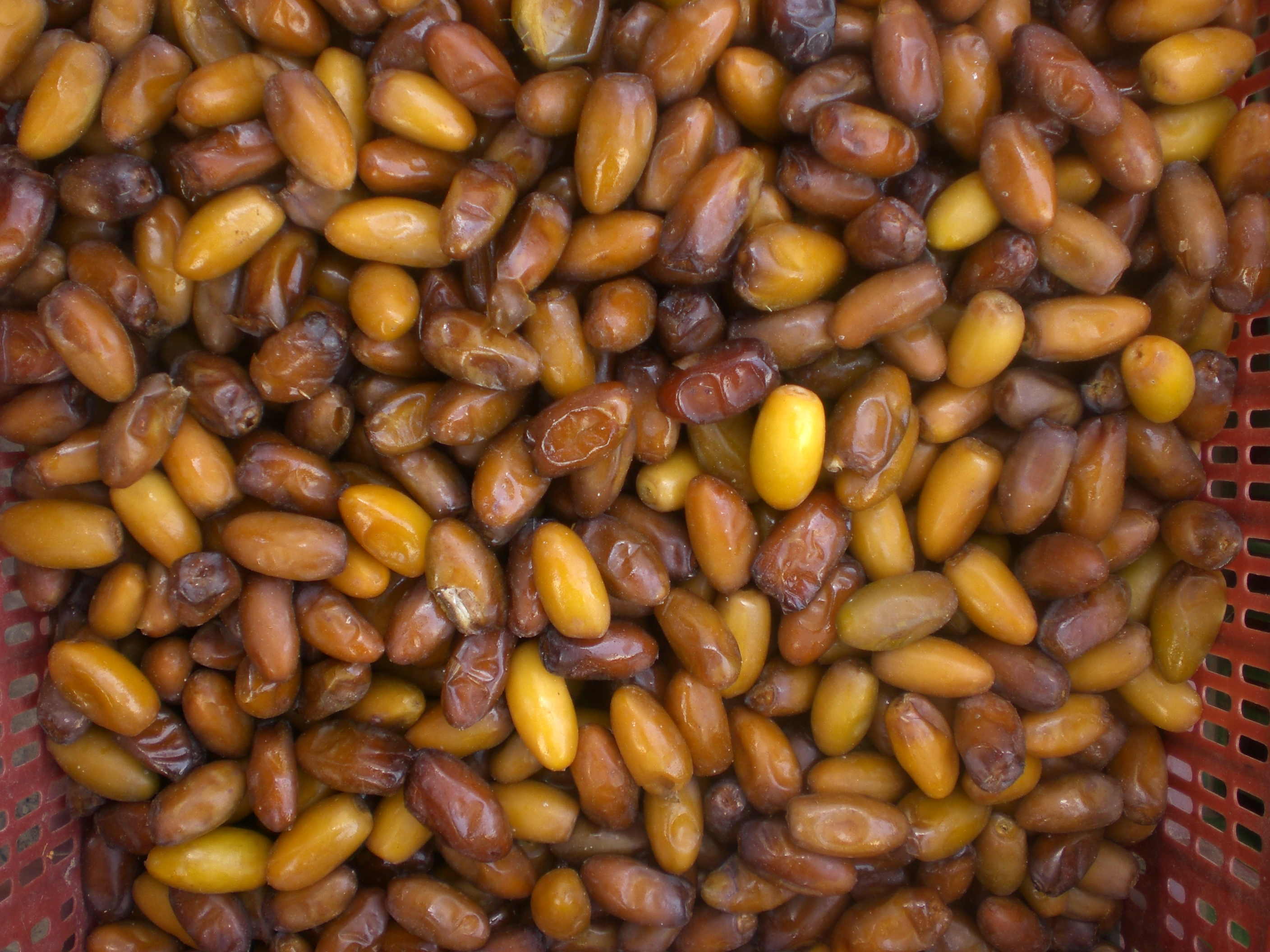
Hissa
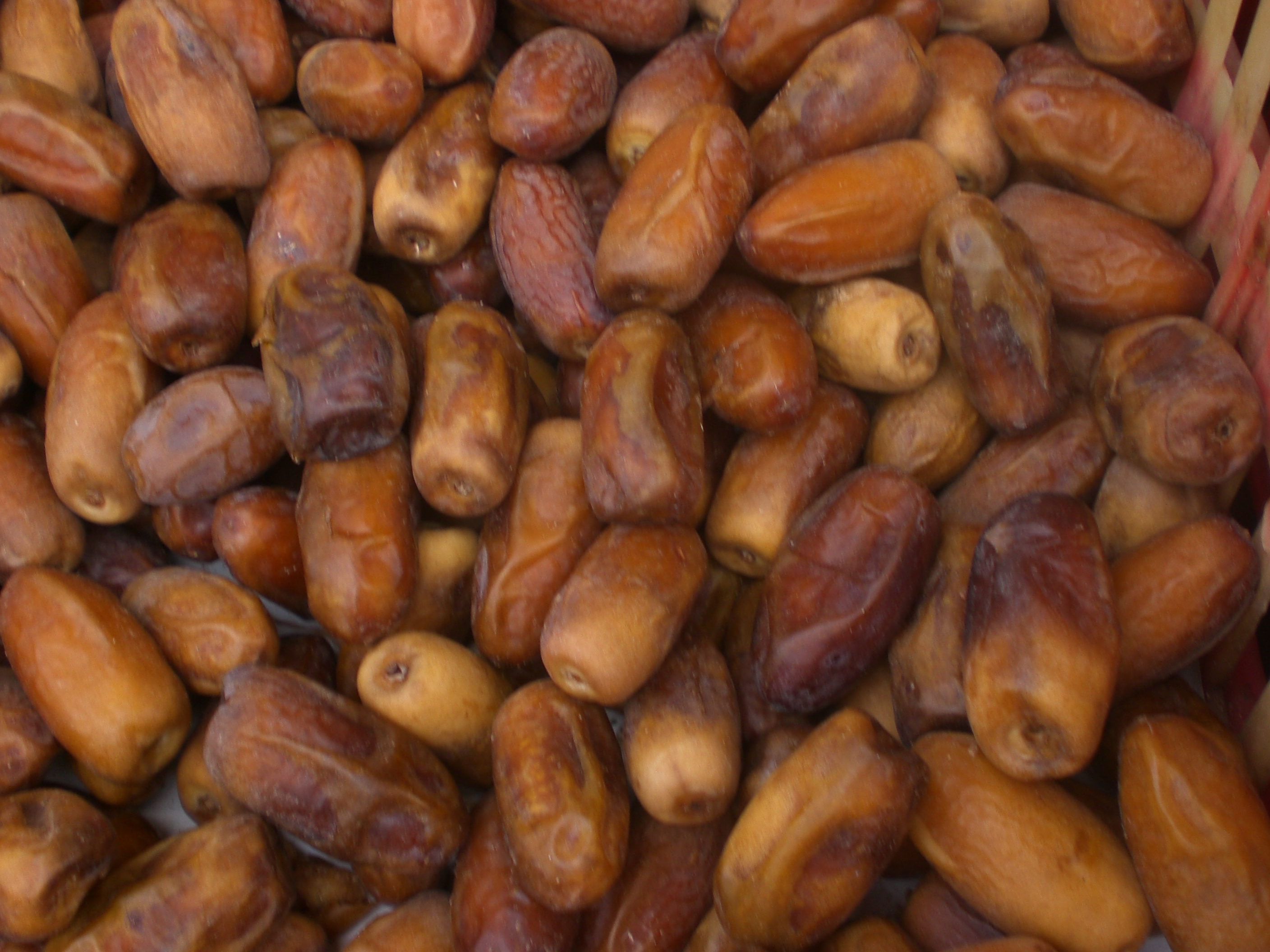
Kenta
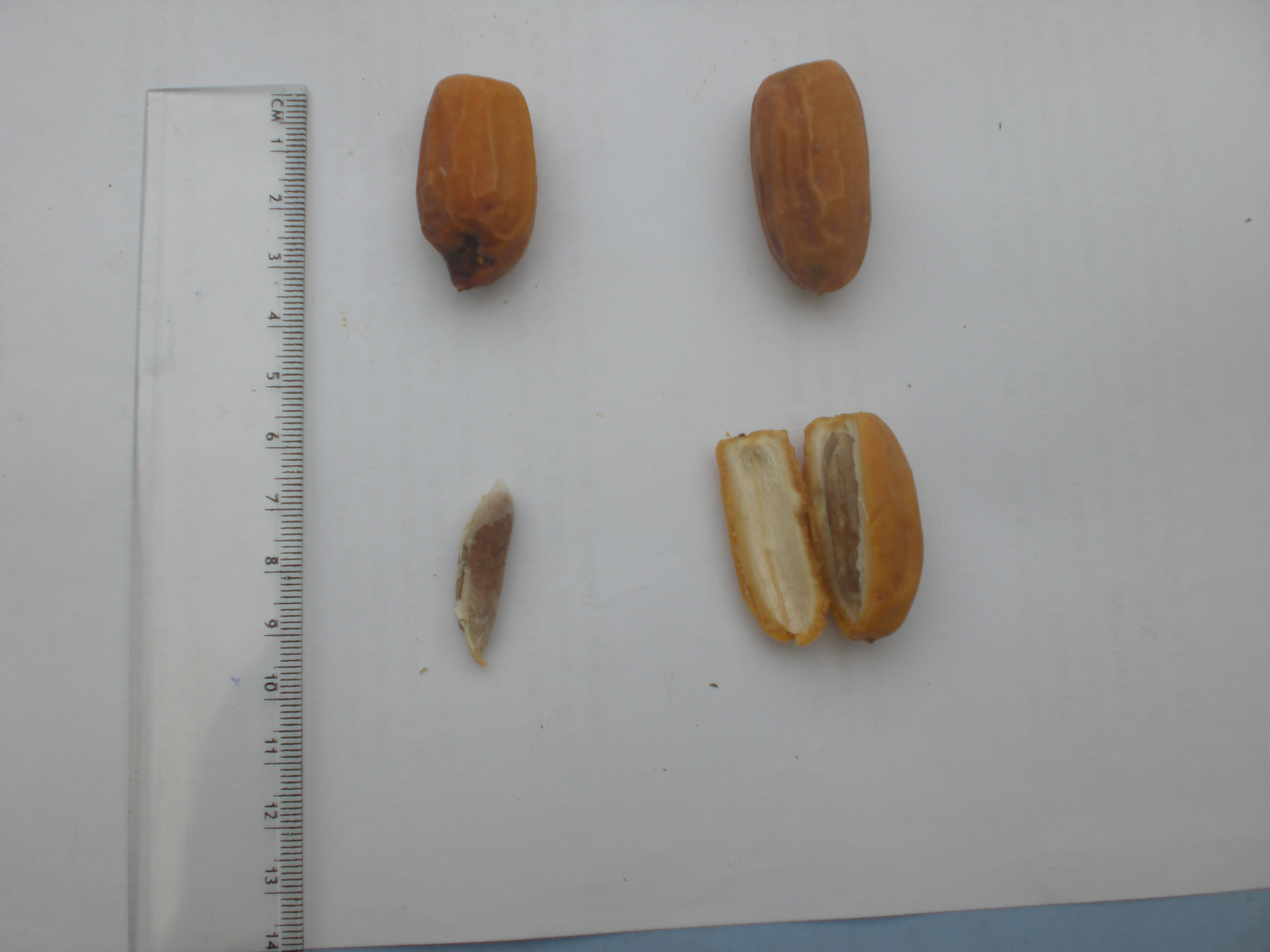
Kentichi
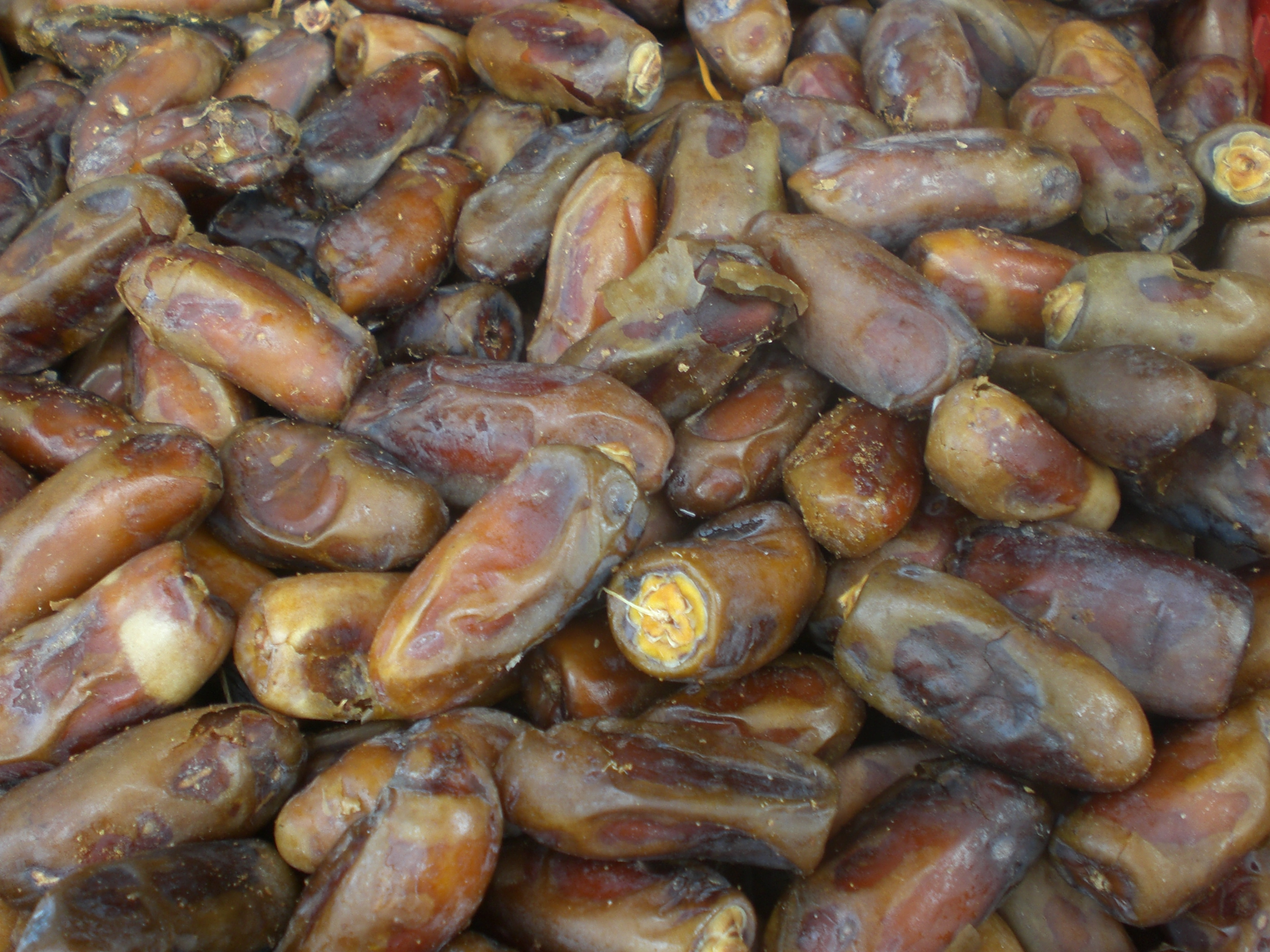
Lagou
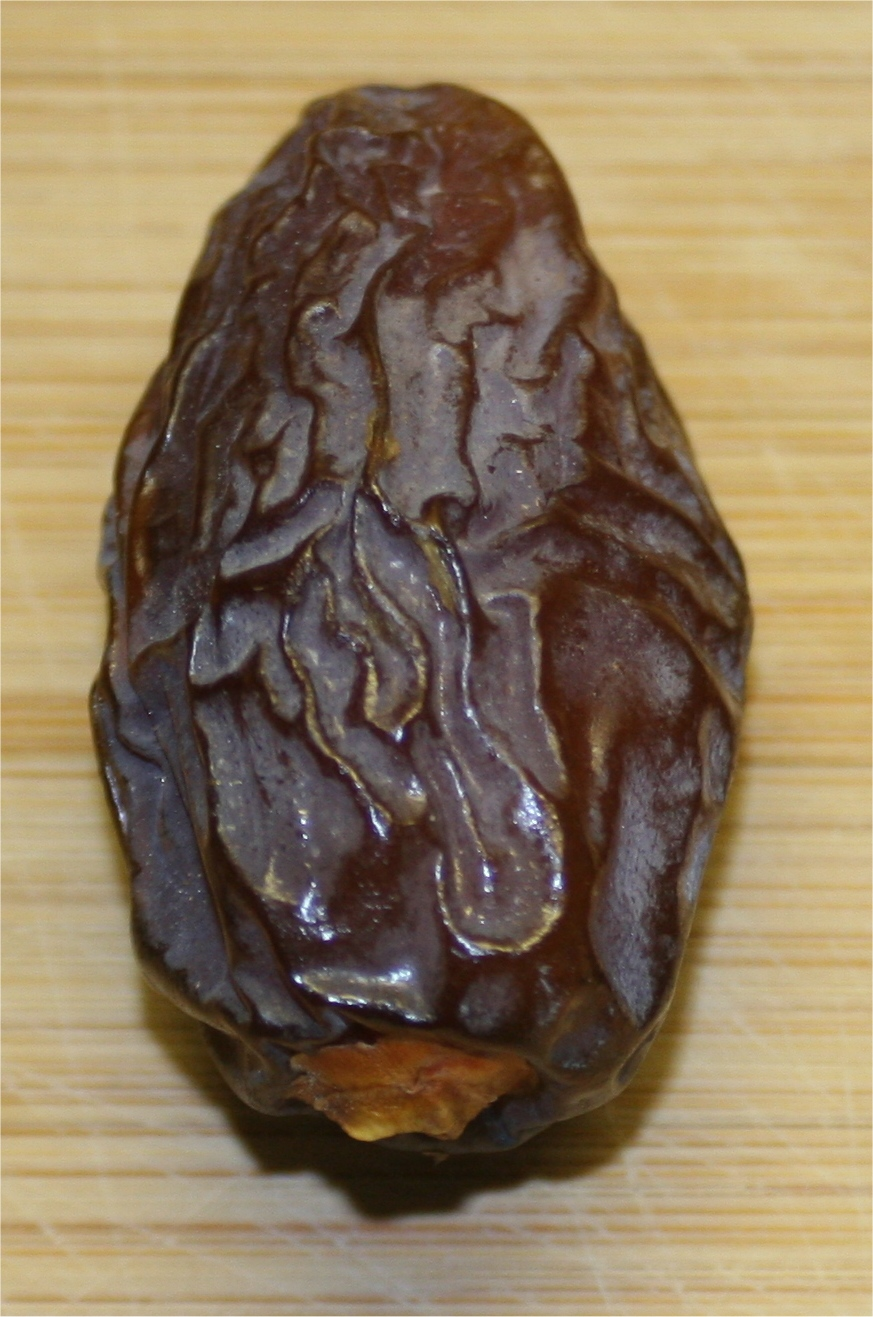
Mejhoul
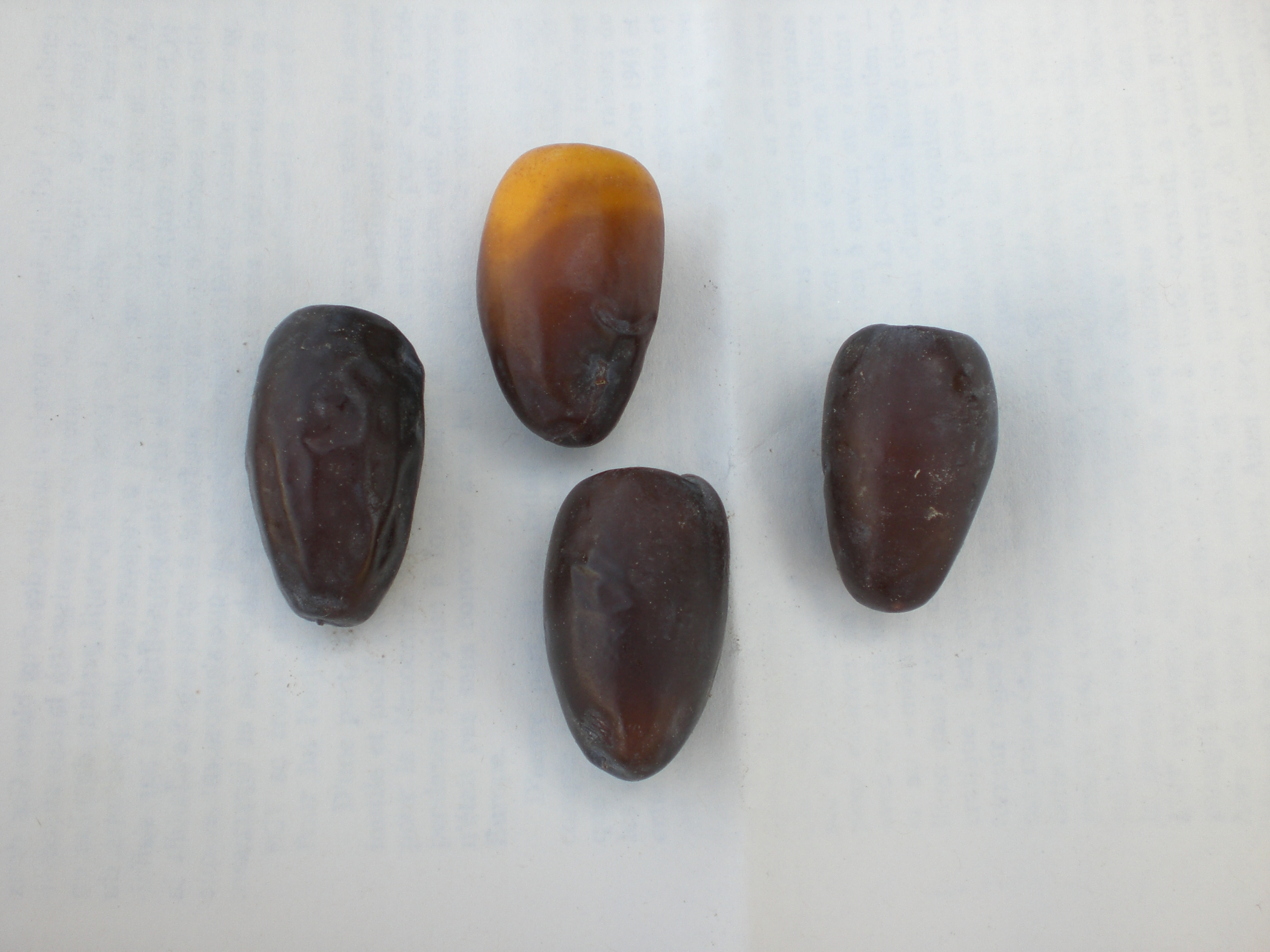
Touzerzayet
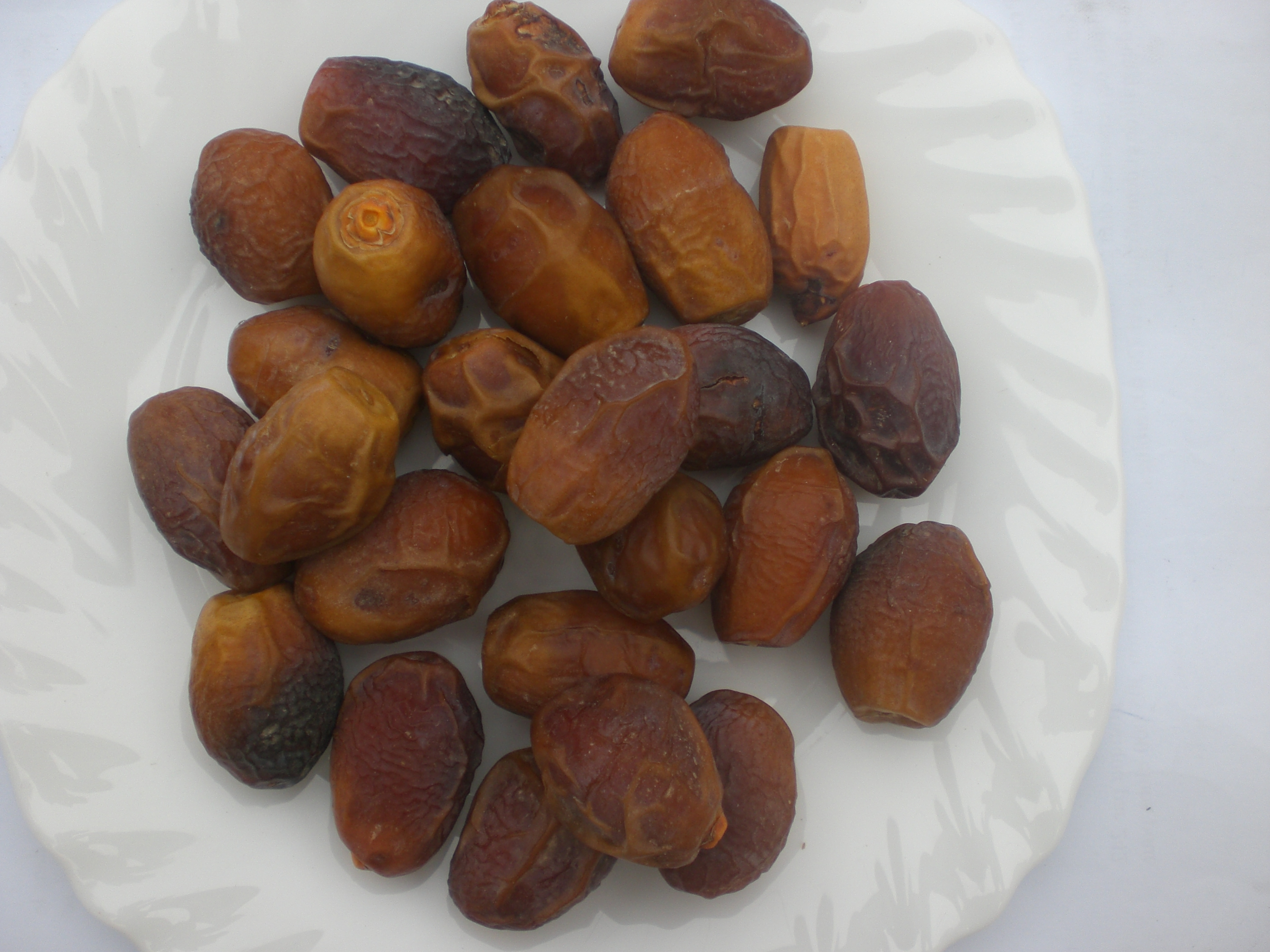
Trounja

#### Datte mazafati d'Iran
À Bam, dans la région montagneuse d'Iran, une datte fraîche mazafati est produite. Cette production se fait pour partie en agriculture biologique.

## Qualités nutritionnelles
La datte fraîche, quand elle arrive à maturité, est un fruit fragile et délicat à transporter. C'est en partie pour cette raison qu'elle est séchée (de 70 % d'eau pour la datte fraîche elle passe à 20 %). Sa valeur énergétique est de 287 kcal par 100 grammes. Elle est très riche en sucres (glucose, fructose et saccharose). Elle est riche en potassium et contient d'autres sels minéraux (magnésium et calcium). Elle est également riche en chrome ainsi qu'en fibres. Elle contient également des vitamines (B2, B3, B5 et B6).
Les dattes étaient l'ingrédient de base du diaphoenix, remède de la pharmacopée maritime occidentale au XVIIIe siècle.

## Culture et commerce
Au sein d'une oasis, toutes les strates sont exploitées pour tirer un rapport des sols fertiles de celle-ci. Certaines mises en culture, via une agriculture conventionnelle du dattier, posent des problèmes sanitaires. Les engrais et produits phytosanitaires de synthèse, destinés aux intercultures situées au niveau de la strate herbacée et arbustive sont également absorbés par les palmiers dattiers et se retrouvent dans les fruits. Le traitement contre la pyrale, un parasite des dattes, se fait en pulvérisation souvent par avion.
Le traitement des dattes comprend le nettoyage, le tri, le traitement thermique, le séchage, la fumigation, l'irradiation, l'humidification, la piqûre, la pasteurisation, l'enrobage et l'emballage. Les produits du palmier dattier comprennent les produits de datte semi-finis et prêts à l'emploi, les produits dérivés de la datte tels que le jus de datte, le sirop de datte, la tartinade de datte, le sucre liquide de datte, l'arak Tarooneh et le sagou. Les produits fermentés à partir de dattes comprennent l'alcool, le vin, les acides organiques et les protéines unicellulaires. Les sous-produits de dattes, noyaux et tourteaux, peuvent être utilisés pour la production d'alcool et d'aliments pour animaux. Comme le noyau des dattes contient des fibres alimentaires et des composés phénoliques, il peut être utilisé dans les alicaments.

### Production
En moyenne plus de 5 millions de tonnes de dattes sont récoltées dans le monde chaque année. L'Égypte est le plus gros producteur, mais les dattes voyageant peu – 90 % de la production est consommée dans son pays d'origine, notamment comme aliment pour le bétail. L'Europe est surtout approvisionnée par l'Afrique du Nord (principalement Algérie et Tunisie). On dénombre plus de trois cents variétés (cultivars en fait). 

#### Dattes fraîches
Trois variétés sont commercialisées sous cette forme : la hayani dont le fruit est petit avec une peau luisante et noire, la barhi à la peau lisse et claire, sucrée et juteuse et la sphinx, plus grosse et moins allongée dont la couleur devient brun-noir. Les dattes fraîches ne se conservent que quelques jours ; c'est pourquoi on les congèle ce qui permet aussi de les proposer toute l'année. Elles sont cueillies non matures, le mûrissement se faisant après décongélation.

#### Dattes sèches
Sous cette forme, la datte deglet nour est la plus réputée avec son fruit petit et bien parfumé[réf. nécessaire] ; viennent ensuite la halawi, tendre et sucrée, la dayri au goût de caramel et la zahidi, un peu plus ronde et légèrement moins sucrée que les autres. Plus grosse, la datte medjoul est très tendre et sucrée ; alors que l'amary est plus riche en fibres. Les variétés kenta, alig et khouat alig sont également commercialisées.
La dessiccation des dattes débute sur l'arbre et se poursuit au soleil ou dans des étuves en veillant à conserver au fruit ses qualités gustatives : la datte doit garder son parfum, et rester suffisamment moelleuse.

### Pays producteurs
L'Algérie et la Tunisie sont connues pour leurs exportations de deglet nour, produite principalement dans les régions de Biskra (Tolga), Kébili et Tozeur.
Le Maroc a longtemps produit la medjhoul (ce terme veut dire « inconnu » ou « anonyme » en arabe). Mais au XIXe siècle une épidémie a ravagé plus de dix millions de palmiers dattiers. Quelques plants ont néanmoins pu être sauvés et réinstallés dans le sud de la Californie ; dans les années 1970, l'Agence juive en a importé quelques-uns pour les planter dans la vallée de la Arabah. C'est pourquoi le marché européen est aujourd'hui approvisionné en dattes medjhoul américaines et israéliennes.
| Égypte                        | 1 747 715 | 17,99 % |
| Arabie saoudite               | 1 565 830 | 15,00 % |
| Iran                          | 1 303 717 | 13,87 % |
| Algérie                       | 1 188 803 | 12,61 % |
| Irak                          | 750 225   | 7,08 %  |
| Pakistan                      | 532 880   | 5,43 %  |
| Soudan                        | 460 097   | 5,08 %  |
| Oman                          | 374 200   | 4,25 %  |
| Émirats arabes unis           | 351 077   | 3,97 %  |
| Tunisie                       | 345 000   | 2,78 %  |
| Libye                         | 176 229   | 2,03 %  |
| République populaire de Chine | 158 294   | 1,82 %  |
| Maroc                         | 111 701   | 1,28 %  |
| Koweït                        | 96 656    | 1,11 %  |
| Autres pays                   | 433 721   | 3,88 %  |
| Total                         | 8 684 512 | 100 %   |

### Commerce international
La Tunisie est le premier pays exportateur de dattes (en valeur). Le premier importateur en Europe est la France (en valeur).
| Tunisie             | 280 129 000   | 16,5 % |
| Arabie saoudite     | 201 393 000   | 12 %   |
| Émirats arabes unis | 197 553 000   | 11,6 % |
| Israël              | 160 726 000   | 9,5 %  |
| Iran                | 138 814 000   | 8 %    |
| Pakistan            | 112 731 000   | 6,6 %  |
| Irak                | 95 562 000    | 5,6 %  |
| Algérie             | 91 030 000    | 5,3 %  |
| États-Unis          | 66 141 000    | 3,9 %  |
| Égypte              | 49 729 000    | 2,9 %  |
| France              | 42 133 000    | 2,5 %  |
| Autres pays         | 262 862 000   | 15,5 % |
| Total               | 1 698 803 000 | 100 %  |

| Inde        | 183 169 000 | 19 %  |
| Maroc       | 78 519 000  | 8,3 % |
| France      | 72 090 000  | 7,6 % |
| Malaisie    | 47 208 000  | 5 %   |
| Royaume-Uni | 38 532 000  | 4,1 % |
| Indonésie   | 37 495 000  | 4,0 % |
| États-Unis  | 35 688 000  | 3,8 % |
| Allemagne   | 31 872 000  | 3,4 % |
| Canada      | 30 165 000  | 3,2 % |
| Russie      | 29 527 000  | 3,1 % |
| Autres pays | 362 134 000 | 38 %  |
| Total       | 946 399 000 | 100 % |

## Aspects culturels

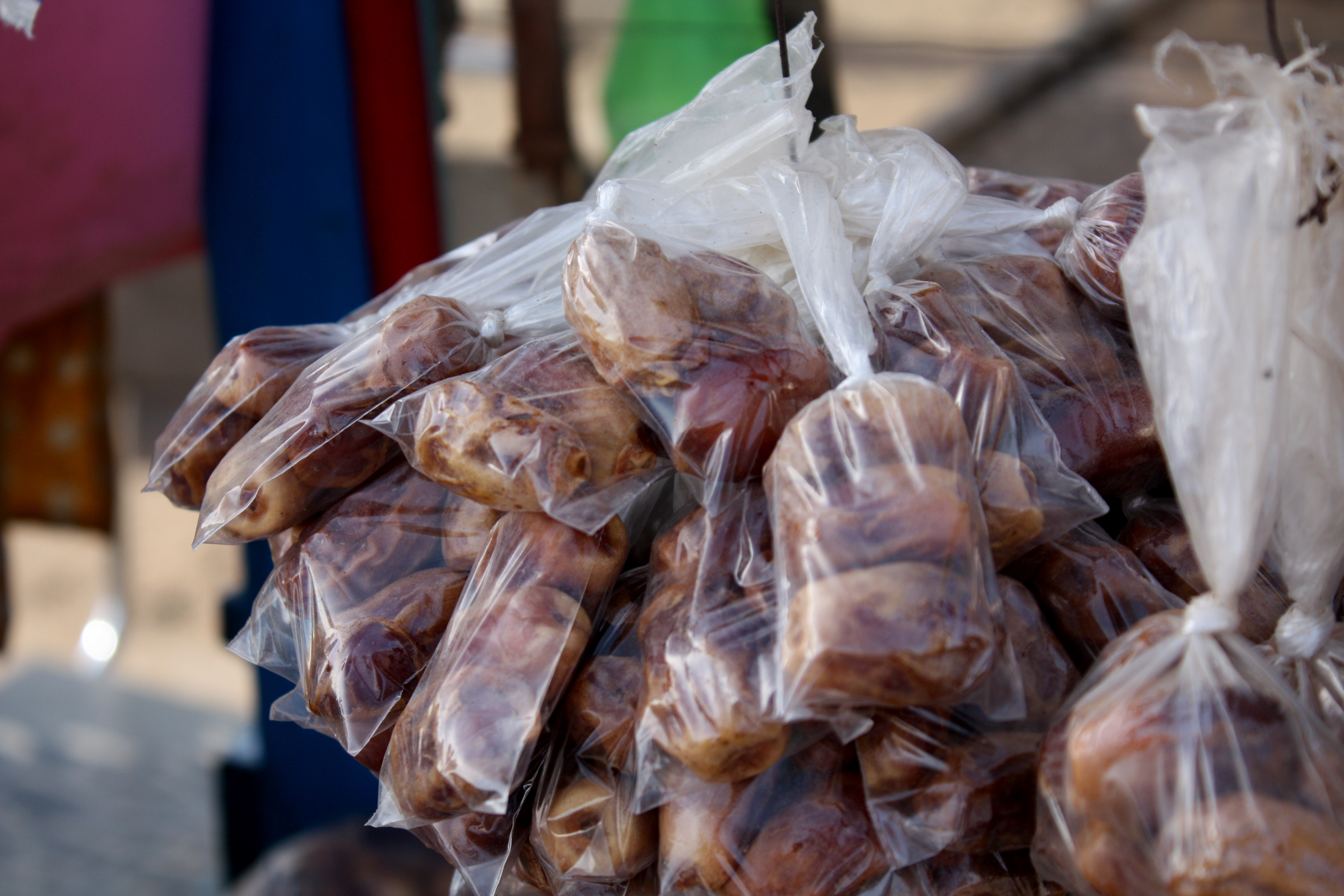
Vente de dattes à Dakar au moment du Ramadan

Le terme « datte » dérive du grec ancien δάκτυλος / dáktylos, doigt, en référence à la forme de ce fruit.
Traditionnellement, le musulman rompt le jeûne du Ramadan avec des dattes.
Selon la tradition musulmane, la datte est le fruit du paradis, considérée comme un fruit miraculeux pour ses nombreuses vertus nutritionnelles. Dans le Coran, elle est particulièrement citée dans Maryam, la 19e sourate. Ses nombreux bienfaits liés à sa composition sont notamment loués dans le cadre d'une grossesse et d'un accouchement pour aider les femmes durant ces étapes de la vie.

### Produits à base de dattes
- Sucre de datte (en)
- Jus de datte
- Sirop de datte
- Crème aux dattes
- Sirop de Liège
- Liqueur de datte (en) (Araqi du Soudan)
- Thibarine, alcool de dattes généralement aromatisé avec des plantes.